# Perú en la Copa Mundial de Fútbol de 1930
La Selección de Perú fue uno de los 13 países participantes de la Copa Mundial de Fútbol de 1930, que se realizó en Uruguay.
Perú llegó al Mundial luego de haber sido invitada por la Asociación Uruguaya de Fútbol.
En el continente americano, Uruguay solicitó la ayuda a sus vecinos para organizar el torneo. Aunque invitó a todos los países, muchos se negaron a pagar la suma de dinero solicitada como apoyo a la organización. Sin embargo por sus vínculos de amistad, la Selección de Perú, aceptaría la petición.
Debido al rechazo de los países europeos principalmente, la Copa debió reducir su número de participantes de 16 a 13. Es allí que ya una formada Selección peruana que había tenido participación en los torneos continentales es considerada.
En la Selección peruana de aquel entonces destacaba "manguera" Alejandro Villanueva, Luis de Souza Ferreira, el "Mago" Juan Valdivieso, Julio Lores Colán, que años después se nacionalizaría mexicano y jugaría por el seleccionado de dicho país.
Este mundial es el peor que ha tenido el Perú, debido a que no hizo puntos, anotando un solitario gol y cuatro en contra, pero que a pesar de ello logró una decorosa ubicación (10.º puesto). También porque es el primer mundial en el que tuvo una participación la Selección de fútbol.
Como datos históricos para el fútbol, el partido contra Rumania que perdió la Selección de fútbol, fue el de menos público en la historia de los mundiales (2000 personas según la revista El Gráfico de la época) y además el jugador Plácido Galindo pasaría a ser el primer expulsado en los mundiales. Luego caería 1:0 contra Uruguay, (que a la postre sería campeón) para cerrar la participación en el torneo.

## Clasificatorias de la Conmebol
No se realizaron eliminatorias. Todas las selecciones fueron invitadas.

## Jugadores
- Situación previa al inicio del torneo.[3][4][5]

| Nombre                 | Posición      | Clubes                        |
| ---------------------- | ------------- | ----------------------------- |
| Juan Valdivieso        | Portero       | Alianza Lima                  |
| Jorge Pardón           | Portero       | Sporting Tabaco               |
| Alberto Soria          | Defensa       | Alianza Lima                  |
| Antonio Maquilón       | Defensa       | Sportivo Tarapacá Ferrocarril |
| Mario de las Casas     | Defensa       | Lawn Tennis                   |
| Arturo Fernández       | Defensa       | Federación Universitaria      |
| Plácido Galindo        | Mediocampista | Federación Universitaria      |
| Juan Alfonso Valle     | Mediocampista | Circolo Sportivo Italiano     |
| Julio Quintana         | Mediocampista | Alianza Lima                  |
| Domingo García         | Mediocampista | Alianza Lima                  |
| Eduardo Astengo        | Mediocampista | Federación Universitaria      |
| Pablo Pacheco          | Delantero     | Federación Universitaria      |
| Lizardo Rodríguez Nue  | Delantero     | Sport Progreso                |
| Jorge Sarmiento        | Delantero     | Alianza Lima                  |
| Jorge Góngora          | Delantero     | Federación Universitaria      |
| Demetrio Neyra         | Delantero     | Alianza Lima                  |
| Carlos Cillóniz        | Delantero     | Federación Universitaria      |
| Luis de Souza Ferreira | Delantero     | Federación Universitaria      |
| Alejandro Villanueva   | Delantero     | Alianza Lima                  |
| Julio Lores Colán      | Delantero     | Necaxa                        |
| José María Lavalle     | Delantero     | Alianza Lima                  |
| D. T.                  | Francisco Bru | España                        |

- = Capitán
- NOTA: Las selecciones de esa época no llevaban numeración.

## Alineación
Esta es la Alineación titular que habitualmente formaba la selección en la Copa Mundial de Fútbol de 1930. Sin embargo, dicha formación que fue también la que empezó a alinear en el mundial, pero ante la caída, tuvo que variar en su totalidad ante Uruguay.
En la Selección peruana de aquel entonces destacaba "manguera" Alejandro Villanueva (ídolo del Club Alianza Lima, Luis de Souza Ferreira, el "Mago" Juan Valdivieso en el arco, Julio Lores Colán, que años después se nacionalizaría mexicano y jugaría por el seleccionado de dicho país, e incluso retirarían el número de camiseta en el club donde militó (Necaxa). En el Perú le rindieron homenaje, poniéndole su nombre a un estadio en la ciudad de Huaral.
El capitán de dicha selección era Antonio Maquilón, defensa que jugó por los equipos Sportivo Tarapacá, Atlético Chalaco y Circolo Sportivo Italiano, convirtiéndose así en el primer capitán peruano de la historia de los mundiales.
Se muestra la alineación de aquel entonces en donde se defendía muy poco, apenas dos defensas, y se atacaba más (5 delanteros). Se podría decir que era un sistema táctico de 2-3-5, el sistema conocido como "la Pirámide", muy común para la época. En el cual, los 5 delanteros iniciaban su acción, en una sola línea, desde mitad de campo, para enfrentar una defensa en dos bloques, primero contra una línea de 3 Halves y si estos eran superados, finalmente contra una línea de 2 zagueros.
Es una selección muy recordada, debido a que fue la primera que participó en una Copa Mundial de Fútbol.

## Participación

### Grupo 3
| Equipo  | Pts | PJ | PG | PE | PP | GF | GC | Dif |
| ------- | --- | -- | -- | -- | -- | -- | -- | --- |
| Uruguay | 4   | 2  | 2  | 0  | 0  | 5  | 0  | 5   |
| Rumania | 2   | 2  | 1  | 0  | 1  | 3  | 5  | -2  |
| Perú    | 0   | 2  | 0  | 0  | 2  | 1  | 4  | -3  |

| 14 de julio de 1930, 14:50 | Rumania                            | 3:1 (1:0) | Perú      | Estadio Pocitos, Montevideo                                        |                                                                    |
|                            | Desu 1' · Stanciu 79' · Kovács 89' | Reporte   | Souza 75' | Asistencia: 2549¹ espectadores Árbitro(s): Alberto Warnken (Chile) | Asistencia: 2549¹ espectadores Árbitro(s): Alberto Warnken (Chile) |

| 18 de julio de 1930, 14:30 | Uruguay    | 1:0 (0:0) | Perú | Estadio Centenario, Montevideo                                     |                                                                    |
|                            | Castro 60' | Reporte   |      | Asistencia: 57.735 espectadores Árbitro(s): Jan Langenus (Bélgica) | Asistencia: 57.735 espectadores Árbitro(s): Jan Langenus (Bélgica) |

¹ Esta es la más baja cantidad de espectadores que hayan acudido a un partido de la Copa Mundial en la historia.
- El horario corresponde a la hora de Uruguay (UTC-2).

## Goleadores
| Jugador  | Copa Mundial | Total |
| -------- | ------------ | ----- |
| De Souza | 1            | 1     |